# The Office (Estados Unidos)
The Office (Vida de Escritório, no Brasil) é uma série televisiva de comédia em formato de pseudodocumentário exibida pela NBC. Uma adaptação da série britânica The Office da BBC, seus episódios retratam o cotidiano dos funcionários de um escritório em Scranton, Pensilvânia, filial da empresa fictícia Dunder Mifflin Paper Company. Estreou em 24 de março de 2005 e esteve no ar até 16 de Maio de 2013, totalizando 9 temporadas e 201 episódios.
Para simular o visual de um documentário verdadeiro, a série é filmada com uma única câmera, sem a presença de características comuns a uma sitcom como platéia no estúdio ou risadas de fundo.
The Office foi adaptada para o público americano pelo produtor Greg Daniels, veterano roteirista de programas como Saturday Night Live, King of the Hill, Rugrats e The Simpsons. Os criadores da série original, Ricky Gervais e Stephen Merchant, são creditados como produtores, além de terem co-escrito o episódio piloto com Daniels e escrito o episódio "The Convict" da terceira temporada.
Em Portugal a série, chamada O Escritório, estreou a 5 de julho de 2007 na TVI e em setembro do mesmo ano no canal FX, tendo o episódio final sido transmitido, respetivamente, em abril de 2016 e a 20 de junho de 2013.
No Brasil, a série, chamada como The Office, estreou em 2008 e teve seu episódio final transmitido em 2009 pelo canal Ideal TV, que na época era sobre empresas e carreiras.
Steve Carell permaneceu no programa até o final da sétima temporada, quando seu contrato terminou. A série ainda permaneceu no ar até a nona temporada, com o último episódio sendo exibido em 16 de maio de 2013.

## Perspectiva geral

### Escolha do elenco
O executivo da NBC Kevin Reilly sugeriu ao produtor Ben Silverman que Paul Giamatti fosse escalado para o papel de Michael Scott, mas o ator recusou. Martin Short, Hank Azaria e Bob Odenkirk foram outros nomes considerados. Em janeiro de 2004, a Variety divulgou que Steve Carell, do popular programa The Daily Show with Jon Stewart, do Comedy Central, estava em negociações para assumir o papel. Na época, ele já havia comprometido-se com outra comédia da NBC, Come to Papa, mas com o cancelamento desta, seu caminho ficou livre para estrelar The Office. Carell afirmou mais tarde que só assistiu metade do episódio piloto da série original britânica antes de fazer os testes, preferindo não ver o restante por medo de acabar copiando o estilo de Rick Gervais.
Rainn Wilson, escalado para o papel de Dwight Schrute, um puxa-saco sedento por poder, assistiu todos os episódios da série original antes de sua audição. Wilson fez testes para interpretar Michael, performance descrita por ele como "um imitação horrível de Ricky Gervais", mas os diretores gostaram muito mais de seu teste para Dwight, e ele ficou com este personagem.
John Krasinski e Jenna Fischer eram praticamente desconhecidos antes de serem escalados para os respectivos papéis de Jim e Pam, o círculo romântico central da série. Krasinski frequentara a escola com B. J. Novak, permanecendo amigo dele, que o indicou para os testes. Fischer preparou-se para sua audição deixando seu visual o mais enfadonho possível, criando assim o penteado original de Pam. Em uma entrevista ao programa Fresh Air da NPR, Fischer declarou que nas últimas etapas do processo de seleção os produtores combinaram diferentes casais em potencial para testar a química de cada um. Quando ela terminou sua cena com Krasinski, ele lhe disse que ela era sua Pam favorita, no que ela respondeu que ele era seu Jim favorito.
O elenco de apoio traz atores conhecidos por seu trabalho de improvisação no teatro: Angela Kinsey, Kate Flannery, Oscar Nunez, Leslie David Baker, Brian Baumgartner, Melora Hardin e David Denman. Kinsey fizera testes para o papel de Pam, mas os produtores acharam-na "mal-humorada demais" para a personagem, convidando-a então para o papel de Angela Martin. Flannery fez testes para interpretar Jan Levenson-Gould, antes de ganhar o papel de Meredith Palmer. Os primeiros testes de Baumgartner foram para interpretar Stanley, mas ele acabou ganhando o papel de Kevin. O produtor Ken Kwapis gostou da maneira como Phyllis Smith, assistente de elenco, lia com outros atores durante seus testes, e ela acabou sendo escalada para o papel de Phyllis Lapin. No começo da terceira temporada, Ed Helms e Rashida Jones entraram para o elenco como funcionários da filial de Stamford da Dunder Mifflin. Jones deixaria a série mais tarde, enquanto Helms era oficializado como integrante fixo.

### Formato

Logotipo da Dunder Mifflin

The Office é um pseudodocumentário. A motivação principal por trás do programa é que uma equipe de filmagem decidiu registrar o cotidiano da empresa Dunder Mifflin e seus funcionários. A presença da câmera é reconhecida por todos os personagens, especialmente Michael Scott, que participa com entusiasmo das filmagens. Outros, como Jan Levenson, mostram-se frequentemente incomodados ou desconfortáveis com sua presença. As histórias do programa são intercaladas por entrevistas "confessionais" realizadas individualmente, onde os personagens conversam com a equipe sobre os eventos mostrados. Ocasionalmente duas pessoas dividem uma entrevista, conversando um com o outro e com a câmera ao mesmo tempo. Isto ocorre principalmente entre Jim e Pam, e ocasionalmente entre Oscar e Kevin ou Kelly e Ryan e Jim e Dwight. Dwight frequentemente interrompe as entrevistas de Michael, pois permanece perto dele sempre que a filmagem começa. Em outras ocasiões, personagens utilizam-se da presença da câmera em proveito próprio, enquanto em outras ela aparentemente afeta o enredo, interrompendo conversas privadas ou providenciando ajuda quando necessário.

### Personagens
The Office emprega um elenco fixo. Um número significante de personagens principais e secundários são baseados na versão britânica da série.
- Michael Scott (Steve Carell) — Gerente regional da filial de Scranton da Dunder Mifflin Paper Company, acha que é o melhor amigo de todos no escritório; os funcionários, no entanto, sentem o contrário.

- Dwight Schrute (Rainn Wilson) — Assistente do gerente regional, é um premiado vendedor e voluntário reserva do xerife de Lackawanna, conhecido por sua personalidade autoritária e fanatismo por ficção científica. Há uma rivalidade constante entre Jim e Dwight, cujas personalidades contrastantes frequentemente levam a conflitos.

- Jim Halpert (John Krasinski) — Um dos vendedores da Dunder Mifflin, tem uma forte amizade marcada por uma tensão romântica, com a recepcionista Pam.

- Pam Beesly (Jenna Fischer) — Recepcionista da Dunder Mifflin, começa a série como noiva do entregador Roy.

- Ryan Howard (B. J. Novak) — Estagiário e estudante de administração.

- Angela Martin (Angela Kinsey) — Contadora. Rígida e séria, vive sozinha e tem mania por gatos.

- Kevin Malone (Brian Baumgartner) — Contador. Tapado e obeso, demonstra sempre um humor juvenil. Baterista nas horas vagas.

- Oscar Martinez (Oscar Nunez) — Contador. Sua homossexualidade e ascendência mexicana fazem dele alvo constante das piadas de Michael.

- Stanley Hudson (Leslie David Baker) — Vendedor. Mal humorado, participa de má-vontade das frequentes reuniões promovidas por Michael, ora cochilando, ora fazendo palavras-cruzadas.

- Creed Bratton (Creed Bratton) — Responsável pelo controle de qualidade. Excêntrico e desmemoriado, oferece sempre observações confusas sobre os acontecimentos no escritório.

- Phyllis Lapin (Phyllis Smith) — Vendedora. Gentil e carinhosa, conhece Michael desde a época da escola.

- Kelly Kapoor (Mindy Kaling) — Responsável pelo atendimento ao cliente. Fútil e faladora, tem ascendência indiana.

- Meredith Palmer (Kate Flannery) — Representante de suprimentos. Alcoólatra, depressiva e mãe solteira.

- Toby Flenderson (Paul Lieberstein) — Representante do departamento pessoal. Acanhado e inflexível no cumprimento das diretrizes da matriz (a quem é diretamente subordinado), é visto com antipatia por Michael.

- Roy Anderson (David Denman) — Entregador. Noivo de Pam. Aparece entre a primeira e a terceira temporada.

- Darryl Philbin (Craig Robinson) — Entregador. Responsável pelo depósito.

- Andy Bernard (Ed Helms) — Vendedor. Transferido da filial de Stamford. Aparece a partir da terceira temporada.

- Erin Hannon (Ellie Kemper) — Recepcionista. Veio para ocupar a vaga de Pam. Aparece a partir da quinta temporada.

### Episódios
Um episódio típico dura aproximadamente 21 minutos. O episódio final da segunda temporada introduziu o primeiro de uma série de episódios de longa duração (entre 28 a 40 minutos, encurtados em reprises). A terceira temporada introduziu os episódios de uma hora de duração (com aproximadamente 42 minutos, mais os intervalos comerciais, adaptáveis para serem exibidos como dois episódios normais).

## Lançamento em home video
| Temporada | Data de lançamento na região 1 | Data de lançamento na região 2 | Data de lançamento na região 4                                  | Episódios | Discos | Bônus |
| --------- | ------------------------------ | ------------------------------ | --------------------------------------------------------------- | --------- | ------ | --- |
| 1         | 16 de agosto de 2005           | 10 de abril de 2006            | 6 de junho de 2006                                              | 6         | 1      | Cenas deletadas de todos os episódios, comentários da equipe de produção e elenco em cinco episódios selecionados. |
| 2         | 12 de setembro de 2006         | 28 de janeiro de 2007          | 4 de abril de 2007                                              | 22        | 4      | Cenas deletadas de todos os episódios, comentários da equipe de produção e elenco em dez episódios selecionados, erros de gravação, webisódio "The Accountants,", vídeo "Faces of Scranton", 17 comerciais falsos, comerciais da série nas Olimpíadas, comerciais "Steve on Steve". |
| 3         | 4 de setembro de 2007          | 21 de julho de 2008            | 20 de agosto de 2008 (parte 1) 22 de Abril de 2009 (parte 2)    | 23        | 4      | Cenas deletadas, comentários da equipe de produção e elenco em oito episódios selecioros de gravação, vídeo "Lazy Scranton" e trecho do 58th Annual Emmy Awards. |
| 4         | 2 de setembro de 2008          | 14 de junho de 2009            | 2 de setembro de 2009 (parte 1) 1 de dezembro de 2009 (parte 2) | 14        | 4      | Cenas deletadas, takes descartados, imagens da montagem de Second Life, convite da Convenção The Office, painel "Writer's Block" da Convenção, videoclipe "Goodbye Toby", comentários da equipe de produção e elenco em quatro episódios selecionados. |
| 5         | 8 de setembro de 2009          | 7 de fevereiro de 2010         | 6 de outubro de 2010 (parte 1) (parte 2)                        | 26        | 5      | Cenas deletadas, takes descartados, comentários da equipe de produção e elenco em dez episódios selecionados, "The Academy of Art and Science presents, 'The Office'", comerciais do Summer Olympic, comerciais do Super Bowl, webisódios "Kevin's Loans" e "The Outburst". |
| 6         | 7 de setembro de 2010          |                                |                                                                 | 26        | 5      | Cenas deletadas, takes descartados, erros de gravação, comentários da equipe de produção e elenco, dois episódios estendidos, miniepisódio "Podcast", vídeo de boas-vindas corporativo "Welcome to Sabre", comerciais. |
| 7         | 16 de novembro de 2010         |                                |                                                                 |           | 1      | Webisódios "The Accountants", "Kevin's Loan", "The Outburst", "Blackmail", "Subtle Sexuality" e "The Mentor", miniepisódio "The Podcast", The Office Convention: Cast Q&A, Paley: Inside The Writer's Room, Comentários de "Subtle Sexuality" com Mindy Kaling, B. J. Novak e Ellie Kemper, comentários do vídeo "Blackmail" com Creed Bratton, videoclipe "Subtle Sexuality", videoclipe de Dwight Schrute, videoclipe "Lazy Scranton", propagandas da Dunder Mifflin. |

## Premiações
| Ano  | Resultado   | Prêmio                                | Categoria                                                    | Premiado(s) |
| ---- | ----------- | ------------------------------------- | ------------------------------------------------------------ | --- |
| 2006 | Vencedor    | Golden Globe Awards                   | Melhor ator em série de televisão — Musical ou Comédia       | Steve Carell |
| 2006 | Vencedor    | Television Critics Association Awards | Melhor série de comédia                                      | |
| 2006 | Vencedor    | Television Critics Association Awards | Performance individual em comédia                            | Steve Carell |
| 2006 | Vencedor    | Emmy Awards                           | Série de comédia de destaque                                 | |
| 2006 | Vencedor    | Women's Image Network Awards          | Melhor série de comédia                                      | |
| 2006 | Vencedor    | Women's Image Network Awards          | Melhor atriz                                                 | Jenna Fischer |
| 2006 | Indicado    | Rose d'Or Awards                      | Melhor sitcom                                                | |
| 2007 | Vencedor    | Screen Actors Guild Awards            | Melhor elenco em série de comédia                            | |
| 2007 | Vencedor    | Eddie Award                           | Melhor edição de meia-hora em televisão                      | Dean Holland e David Rogers pelo episódio "Casino Night" |
| 2007 | Vencedor    | Writers Guild of America Award        | Melhor série de comédia                                      | |
| 2007 | Vencedor    | Roteiro de comédia                    | Steve Carell por "Casino Night"                              | |
| 2007 | Vencedor    | Guild Awards                          | Comédia televisiva em série                                  | Greg Daniels & Kent Zbornak |
| 2007 | Vencedor    | NAACP Image Awards                    | Melhor direção em série de comédia                           | Ken Whittingham por "Michael's Birthday" |
| 2007 | Homenageado | Peabody Awards                        |                                                              | |
| 2007 | Vencedor    | Webby Awards                          | Melhor episódio individual de comédia                        | "The Accountants" |
| 2007 | Vencedor    | Webby Awards                          | People's Voice, melhor comédia: episódio curto ou individual | "The Accountants" |
| 2007 | Vencedor    | Webby Awards                          | People's Voice, melhor website de televisão                  | |
| 2007 | Vencedor    | Daytime Emmy Awards                   | Melhor programa da televisão a cabo — comédia                | Produtores Vivi Zigler, Jeff Ross, Jordon Schlansky, Mike Sweeney e Robert Angelo e atores Paul Lieberstein, Michael Schur, Brian Baumgartner, Angela Kinsey e Oscar Nunez por "The Accountants" |
| 2007 | Vencedor    | Emmy Awards                           | Melhor edição de câmera individual em série de comédia       | Dean Holland e David Rogers por "The Job" |
| 2007 | Vencedor    | Emmy Awards                           | Melhor roteiro de série de comédia                           | Greg Daniels por "Gay Witch Hunt" |
| 2008 | Vencedor    | Screen Actors Guild Awards            | Melhor elenco em série de comédia                            | |